# Förgätmigejsläktet
Förgätmigejsläktet (Myosotis) är ett släkte i familjen strävbladiga växter, med ungefär 50 arter som tillhör familjen strävbladiga växter. Förgätmigejer är ett- till fleråriga, ofta lågväxta örter. Stjälken är upprätt. Bladen är långsmala, håriga eller nästan kala. Blomställningen är klaselik och bladlös upptill. Blommorna är små, omkring en centimeter i diameter, och ganska platta med fem kronblad. Blomfärgen är vanligen blå, men det är ofta färgvariationer även inom en och samma art, och vita eller rosa blommor förekommer ganska ofta.
Förgätmigejsläktets arter finns över stora delar av världen. De flesta arterna av släktet är endemiska på Nya Zeeland.

## Namnet
Namnet "förgätmigej" kommer från tyskans "Vergissmeinnicht", vilket betyder just "glöm mig inte", och har översatts till en mängd språk. Enligt legenden så utspelade sig följande händelse på medeltiden: En riddare och hans fästmö gick längs en flod när han plockade en bukett med förgätmigej. Eftersom hans rustning var så tung så ramlade han i vattnet. Strax innan han drunknade kastade han buketten till sin älskade och ropade "förgät mig ej". Blomman är förknippad med romantik och tragiska öden. Den bars ofta av kvinnor som ett tecken på trohet och evig kärlek.

## Några arter med svenska artnamn
- Alpförgätmigej (M. alpestris)
- Backförgätmigej (M. ramosissima)
- Brokförgätmigej (M. discolor)
- Fjällförgätmigej (M. decumbens)
- Fåblommig förgätmigej (M. sparsiflora)
- Förgätmigej (M. scorpioides)
- Skogsförgätmigej (M. sylvatica)
- Snöförgätmigej (M. explanata)
- Sumpförgätmigej (M. laxa ssp. caespitosa)
- Vårförgätmigej (M. stricta)
- Åkerförgätmigej (M. arvensis)

## Bildgalleri

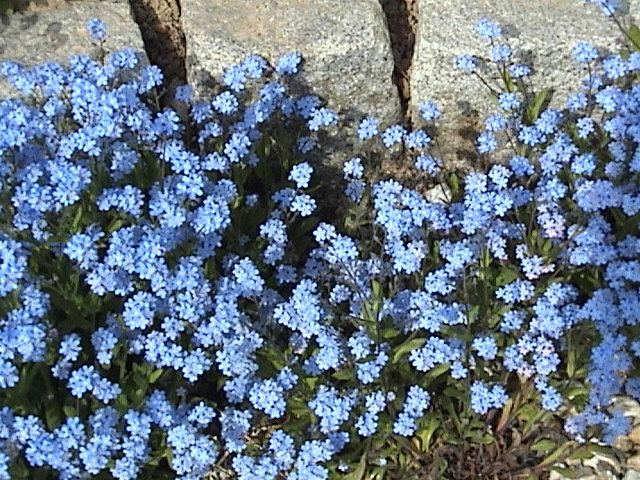
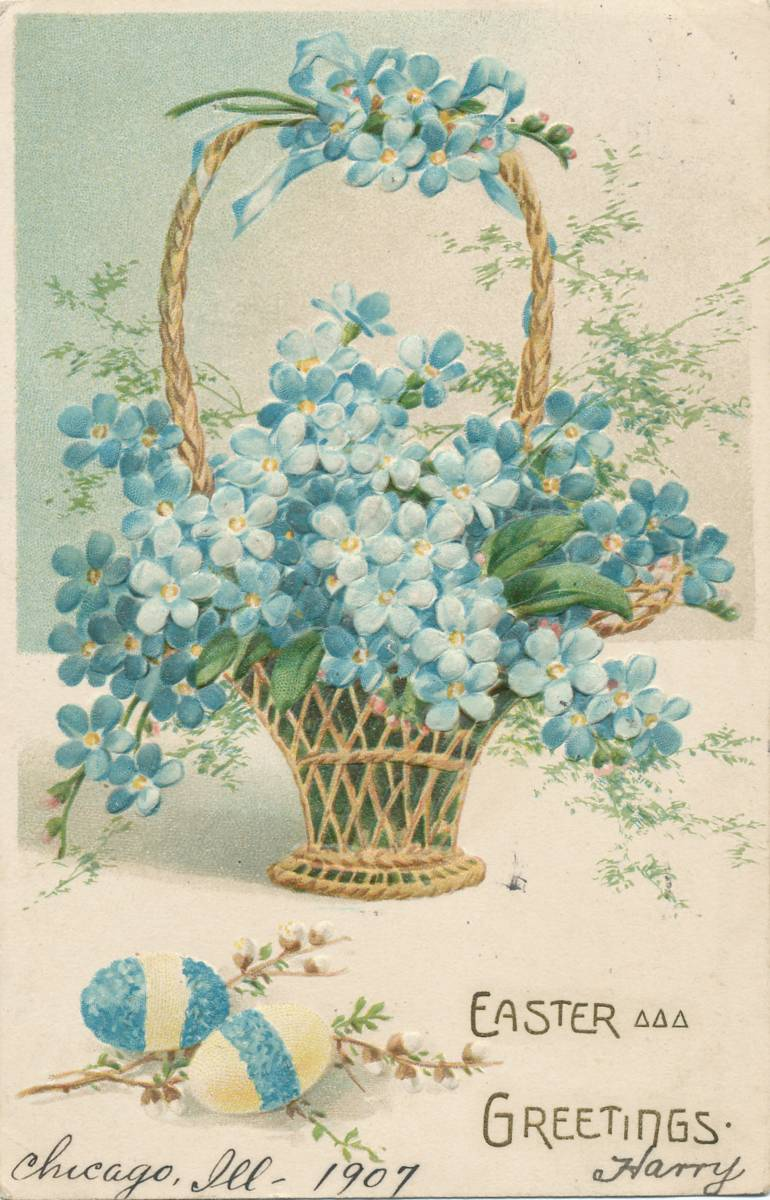
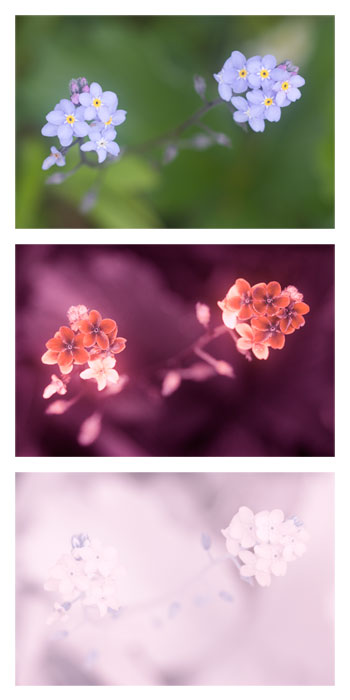

## Dottertaxa till Förgätmigejsläktet, i alfabetisk ordning[1]
- Myosotis abyssinica
- Myosotis afropalustris
- Myosotis albosericea
- Myosotis alpestris
- Myosotis amabilis
- Myosotis ambigens
- Myosotis amoena
- Myosotis angustata
- Myosotis anomala
- Myosotis antarctica
- Myosotis arnoldii
- Myosotis arvensis
- Myosotis asiatica
- Myosotis atlantica
- Myosotis australis
- Myosotis austrosibirica
- Myosotis azorica
- Myosotis baetica
- Myosotis baicalensis
- Myosotis baltica
- Myosotis bollandica
- Myosotis bothriospermoides
- Myosotis brevis
- Myosotis brockiei
- Myosotis butorinae
- Myosotis cadmea
- Myosotis cameroonensis
- Myosotis capitata
- Myosotis chaffeyorum
- Myosotis chakassica
- Myosotis cheesemannii
- Myosotis colensoi
- Myosotis concinna
- Myosotis congesta
- Myosotis corsicana
- Myosotis cyanea
- Myosotis czekanowskii
- Myosotis daralaghezica
- Myosotis debilis
- Myosotis decumbens
- Myosotis diminuta
- Myosotis discolor
- Myosotis drucei
- Myosotis elderi
- Myosotis ergakensis
- Myosotis exarrhena
- Myosotis eximia
- Myosotis explanata
- Myosotis forsteri
- Myosotis gallica
- Myosotis galpinii
- Myosotis glabrescens
- Myosotis glauca
- Myosotis goyenii
- Myosotis graminifolia
- Myosotis graui
- Myosotis guneri
- Myosotis heteropoda
- Myosotis incrassata
- Myosotis jenissejensis
- Myosotis jordanovii
- Myosotis kamelinii
- Myosotis kebeshensis
- Myosotis keniensis
- Myosotis koelzii
- Myosotis kolakovskyi
- Myosotis krasnoborovii
- Myosotis krylovii
- Myosotis kurdica
- Myosotis laeta
- Myosotis laingii
- Myosotis lamottiana
- Myosotis latifolia
- Myosotis laxa
- Myosotis laxiflora
- Myosotis lazica
- Myosotis lithospermifolia
- Myosotis lithuanica
- Myosotis litoralis
- Myosotis ludomilae
- Myosotis lusitanica
- Myosotis lyallii
- Myosotis lytteltonensis
- Myosotis macrantha
- Myosotis macrocalyx
- Myosotis macrosiphon
- Myosotis macrosperma
- Myosotis magniflora
- Myosotis margaritae
- Myosotis maritima
- Myosotis matthewsii
- Myosotis michaelae
- Myosotis minutiflora
- Myosotis monroi
- Myosotis mooreana
- Myosotis nemorosa
- Myosotis nikiforovae
- Myosotis ochotensis
- Myosotis olympica
- Myosotis orbelica
- Myosotis oreophila
- Myosotis pansa
- Myosotis petiolata
- Myosotis pineticola
- Myosotis platyphylla
- Myosotis popovii
- Myosotis pottsiana
- Myosotis propinqua
- Myosotis pulvinaris
- Myosotis pusilla
- Myosotis pygmaea
- Myosotis pyrenaica
- Myosotis radix-palaris
- Myosotis rakiura
- Myosotis ramosissima
- Myosotis refracta
- Myosotis rehsteineri
- Myosotis retusifolia
- Myosotis rivularis
- Myosotis robusta
- Myosotis sajanensis
- Myosotis saxosa
- Myosotis schistosa
- Myosotis schmakovii
- Myosotis scorpioides
- Myosotis secunda
- Myosotis semiamplexicaulis
- Myosotis sicula
- Myosotis solange
- Myosotis soleirolii
- Myosotis sparsiflora
- Myosotis spathulata
- Myosotis speluncicola
- Myosotis stenophylla
- Myosotis stolonifera
- Myosotis stricta
- Myosotis suavis
- Myosotis subcordata
- Myosotis superalpina
- Myosotis sylvatica
- Myosotis taverae
- Myosotis tenericaulis
- Myosotis tinei
- Myosotis traversii
- Myosotis tuxeniana
- Myosotis ucrainica
- Myosotis uniflora
- Myosotis welwitschii
- Myosotis venosa
- Myosotis verna
- Myosotis vestergrenii